# Салаватский медицинский колледж
Салаватский медицинский колледж — государственное образовательное учреждение среднего медицинского профессионального образования города Салавата Башкортостан.
Салаватский медицинский колледж — учебное заведение города Салавата, осуществляющее обучение среднему медицинскому профессиональному образованию.

## История
Салаватский медицинский колледж (техникум) основан в 1955 году для подготовки медицинского персонала для больниц и поликлиник города Салавата.
Колледж размещается в бывшем здании филиала Уфимского нефтяного института по адресу: г. Салават, ул. Фурманова, д. 4.
За время своего существования колледж подготовил более 11 тысяч квалифицированных специалистов со средним профессиональным образованием: фельдшеров, акушерок, медицинских сестер.
Первым директором училища была Х. Х. Вахитова. В разное время директорами были — врач акушер-гинеколог Вахитова Халида Хайрулловна; врач-хирург Терегулова Шамсинур Ахметовна; врач-хирург Гнётов Геннадий Иванович; врач-терапевт, заслуженный учитель РБ, Ишкинина Фина Сарваретдиновна; врач-хирург, заслуженный врач РБ, Даутов Ирек Хамзиевич;
В настоящее время директор училища — Заслуженный врач Республики Башкортостан, отличник здравоохранения Тагиров Виль Анварбекович. В колледже работают 34 штатных преподавателя.
В колледже имеется общежитие для иногородних со спортзалом, библиотекой, доклинические кабинеты, оснащенные муляжами, фантомами, инструментами, перевязочными и лекарственными средствами. В доклинических кабинетах студенты могут оказаться в родильном зале.
Практические занятия студентов проводятся на базах ЛПУ г. Салавата.

## Специальности
- 060501 Сестринское дело, квалификация «Медицинская сестра»
- 060102 Акушерское дело, квалификация «Акушерка»
- 060101 Лечебное дело, квалификация «Фельдшер с углубленной подготовкой»